# Camillo De Riso
Camillo De Riso, né le 20 novembre 1854 à Naples et mort le 2 juillet 1924 à Rome, est un acteur et réalisateur italien.

## Filmographie

### Comme acteur
- 1910 : Floretta e Patapon
- 1912 : L'ostrica perlifera
- 1912 : La Femme de mon client
- 1912 : Rodolphi apache
- 1913 : A Secret Marriage
- 1913 : Acquazzone in montagna
- 1913 : Comment je me suis marié
- 1913 : Goose a la 'Colbert'
- 1913 : Il bustino rosa
- 1913 : Il treno degli spettri
- 1913 : La buona istitutrice
- 1913 : La collegiale
- 1913 : Le Mari est complice
- 1913 : Le Timbre-poste rare
- 1913 : Mon mariage
- 1913 : Papa Libertin
- 1913 : Partita doppia
- 1913 : Pluie d'or
- 1913 : Romanticismo
- 1913 : Scolaro per amore
- 1913 : Sonnambulismo
- 1913 : Succès diplomatique
- 1913 : Un gay pais
- 1913 : Un qui-pro-quo
- 1913 : Une chaumière et ton cœur
- 1914 : Camillo avvelenato per forza
- 1914 : Camillo uccisore di leoni
- 1914 : Guerra in tempo di pace
- 1914 : I mariti allegri
- 1914 : Il signor Camillo cacciatore di orsi
- 1914 : Il signor Camillo in fasce
- 1914 : L'orologio del signor Camillo
- 1914 : Ma l'amor mio non muore... de Mario Caserini : Schaudard
- 1914 : Néron et Agrippine : Chilone
- 1915 : A San Francisco
- 1915 : Astuzia di donna
- 1915 : In cerca di un marito per mia moglie
- 1915 : In vecchie membra... pizzicor d'amore
- 1915 : L'onorevole Campodarsego
- 1915 : La signora delle camelie
- 1915 : Per essere più libero
- 1915 : Storia vecchia e... fatti nuovi
- 1916 : Avventura di viaggio
- 1916 : Baby l'indiavolata
- 1916 : Choc nervoso
- 1916 : Don Giovanni
- 1916 : Ferréol
- 1916 : Il fuoco accanto alla paglia
- 1916 : L'educanda monella
- 1916 : La perla del cinema
- 1916 : La zia... Camillo
- 1916 : Odette
- 1917 : Andreina : Baldassarre
- 1917 : Il salvatore caduto dal cielo
- 1917 : Martire!
- 1917 : Matrimonio d'interesse
- 1917 : Matrimonio in ventisette minuti
- 1917 : Principessa
- 1918 : Crispino e la comare
- 1918 : I nostri buoni villici
- 1918 : I sette peccati capitali
- 1918 : La gola : Alteza
- 1918 : Mademoiselle Monte Cristo
- 1918 : Mariute
- 1918 : Niniche
- 1918 : Una donna funesta
- 1919 : Il viaggio di Berluron
- 1919 : L'accidia : parroco Alfonso Provacci
- 1919 : L'invidia
- 1919 : La figlia unica
- 1919 : Le avventure di Bijou
- 1919 : Le novantanove disgrazie del sig. Camillo
- 1919 : Papà Eccellenza
- 1919 : Spiritisme
- 1920 : Colei che si deve sposare
- 1920 : Il cuore sotto il maggio
- 1920 : Jou-Jou
- 1920 : La casa in rovina
- 1920 : La modella
- 1920 : Otello
- 1920 : Una donna, una mummia, un diplomatico
- 1921 : Camillo emulo di Sherlock Holmes
- 1921 : Chi troppo vuole...
- 1921 : Come donna imbroglia, così sbroglia
- 1921 : Il farfallino
- 1921 : Le nipoti d'America
- 1922 : Di notte all'aria aperta
- 1922 : La vendetta di Camillo
- 1922 : Quando gallina canta... gallo tace...
- 1922 : Tre persone per bene
- 1922 : Un viaggio di piacere
- 1923 : Avventura di collegio
- 1923 : Gli orecchini della nonna
- 1923 : Il general Camillo
- 1923 : L'indispensabile Camillo
- 1923 : La gola del lupo
- 1925 : Occupe-toi d'Amélie

### Comme réalisateur
- 1913 : A Secret Marriage
- 1913 : Acquazzone in montagna
- 1913 : Romanticismo
- 1913 : Scolaro per amore
- 1913 : Sonnambulismo
- 1914 : Camillo avvelenato per forza
- 1914 : Camillo uccisore di leoni
- 1914 : Guerra in tempo di pace
- 1914 : I mariti allegri
- 1914 : Il signor Camillo cacciatore di orsi
- 1914 : Il signor Camillo in fasce
- 1914 : L'orologio del signor Camillo
- 1914 : Nanà
- 1915 : Armiamoci e... partite !
- 1915 : Astuzia di donna
- 1915 : Il piccolo protettore
- 1915 : In cerca di un marito per mia moglie
- 1915 : In vecchie membra... pizzicor d'amore
- 1915 : L'onorevole Campodarsego
- 1915 : Per essere più libero
- 1916 : Avventura di viaggio
- 1916 : Choc nervoso
- 1916 : Il fuoco accanto alla paglia
- 1916 : La zia... Camillo
- 1917 : Il salvatore caduto dal cielo
- 1917 : Martire!
- 1917 : Matrimonio d'interesse
- 1917 : Matrimonio in ventisette minuti
- 1917 : Nanà
- 1917 : Principessa
- 1918 : Crispino e la comare
- 1918 : I nostri buoni villici
- 1918 : I sette peccati capitali
- 1918 : La gola
- 1918 : Mademoiselle Monte Cristo
- 1918 : Niniche
- 1918 : Una donna funesta
- 1919 : Il viaggio di Berluron
- 1919 : La figlia unica
- 1919 : Le novantanove disgrazie del sig. Camillo
- 1919 : Spiritisme
- 1920 : Colei che si deve sposare
- 1920 : Il cuore sotto il maggio
- 1920 : Il mulino
- 1920 : Jou-Jou
- 1920 : Otello
- 1920 : Raffica sulla felicità
- 1920 : Tre milioni di dote
- 1920 : Una donna, una mummia, un diplomatico
- 1921 : Al chiaror dei lampi
- 1921 : Camillo emulo di Sherlock Holmes
- 1921 : Chi troppo vuole...
- 1921 : Come donna imbroglia, così sbroglia
- 1921 : Giulia di Trécoeur
- 1921 : Il farfallino
- 1921 : Le nipoti d'America
- 1922 : Di notte all'aria aperta
- 1922 : La vendetta di Camillo
- 1922 : Lucie de Trecoeur
- 1922 : Quando gallina canta... gallo tace...
- 1923 : Avventura di collegio
- 1923 : Camillo, la figlia e l'altro
- 1923 : Gli orecchini della nonna
- 1923 : Il general Camillo
- 1923 : L'indispensabile Camillo
- 1923 : Le sorprese di Don Camillo